# 岡山ダービー
岡山ダービー（おかやまダービー）とは、岡山県にホームタウンを置くサッカーチームによって行われる対戦の総称である。

## 概要
ファジアーノ岡山と三菱自動車水島FCは、共に岡山県内にホームタウンを持ち、2008年にファジアーノが日本フットボールリーグ (JFL) に昇格したことによって実現した。しかし、ファジアーノが日本プロサッカーリーグ（Jリーグ）に加盟した2009年以降、両チームの対戦は無い。
また、ファジアーノのセカンドチームとして結成された「ファジアーノ岡山ネクスト（ネクスファジ）」も2014年にJFLに昇格しているが、三菱水島が2009年にJFLからの撤退を表明し、岡山県リーグ1部に自主降格、その後、三菱水島が2011年に中国1部リーグに復帰した当時、すでに前年の2010年に中国1部リーグに昇格していたネクスファジとのダービーでの対戦が行われたことがある。
2013年、FC吉備国際大学Charmeが日本女子サッカーリーグ1部（なでしこリーグ）へ昇格し、既に同ディヴィジョンに在籍する岡山湯郷Belleとリーグ戦、カップ戦で対戦することとなった。地元メディアである山陽新聞の他、全国知事会のサイトが両チームの対決を「岡山ダービー」として紹介した。

## 戦績

### ファジアーノ岡山 vs 三菱水島FC
- F岡山＝ファジアーノ岡山：3勝1敗
- 三菱水島＝三菱自動車水島FC：1勝3敗

| 年月日        | 時期                 | 会場   | ホーム   | 得点  | アウェー | 観客数  |
| ------------- | -------------------- | ------ | -------- | ----- | -------- | ------- |
| 2005年8月14日 | 天皇杯岡山県予選決勝 | 神崎山 | 三菱水島 | 3 - 0 | F岡山    | 約350   |
| 2008年5月3日  | JFL前期第9節         | 桃太郎 | F岡山    | 2 - 0 | 三菱水島 | 6,187   |
| 2008年7月27日 | JFL後期第5節         | 笠岡   | 三菱水島 | 0 - 3 | F岡山    | 1,115   |
| 2008年8月31日 | 天皇杯岡山県予選決勝 | 神崎山 | F岡山    | 4 - 3 | 三菱水島 | 約1,650 |